# Era hyboryjska (esej)
Era hyboryjska (The Hyborian Age) – esej Roberta E. Howarda odnoszący się do ery hyboryjskiej, fikcyjnego okresu w dziejach Ziemi, będącego tłem opowiadań fantasy o Conanie z Cymerii. Esej został napisany w 1930 roku, ale opublikowano go dopiero po śmierci autora w 1936 roku na łamach czasopisma "Phantagraph". Celem napisania eseju było utrzymanie spójności w fikcyjnym świecie znanym z opowiadań o Conanie.
Esej opisuje szczegółowo główne wydarzenia z prehistorycznego okresu, przed i po czasie, w którym żył i walczył Conan z Cymerii. Ukazuje koniec okresu zwanego Erą Przed Kataklizmem, wędrówkę Hyboryjczyków i formowanie się ich państw. Wreszcie kolejne kataklizmy, które położyły kres erze hyboryjskiej, dając początek cywilizacji, w której żyją współcześni ludzie. 
Esej ten określa również rasowe i geograficzne dziedzictwo fikcyjnych narodów i krajów epoki.
W swojej powieści Godzina smoka, Howard rozszerza historię świata przedstawionego w tym eseju poprzez wprowadzenie starożytnego imperium nazwie Acheron, o którym nie ma wzmianki w eseju, a które, według powieści, przez pewien okres kontrolowało plemiona hyboryjskie, nim upadło zniszczone pod ich naporem. 